# Amsterdam (town, New York)
Amsterdam è un comune (town) degli Stati Uniti d'America, situato nello stato di New York, nella contea di Montgomery.